# Entergy
Entergy Corp. ist ein Strom- und Gasversorger aus den Vereinigten Staaten mit Sitz in New Orleans, Louisiana. Das Unternehmen ist im Aktienindex S&P 500 gelistet.
Das Unternehmen wurde Anfang des 20. Jahrhunderts von Harvey C. Couch gegründet. Von 1949 bis 1989 war es als Middle South Utilities, Inc bekannt.
Das Unternehmen wurde von den Auswirkungen des Hurrikans Katrina schwer getroffen.

## Kraftwerke
Entergy betreibt Kraftwerke mit einer Gesamtkapazität von etwa 30 GW.

### Kernkraft
Entergy ist in den USA mit ca. 10.000 Megawatt nach Exelon der zweitgrößte Atomstromproduzent aller Elektrizitätsversorger.
Dem Unternehmen gehören die folgenden 9 Kernkraftwerke mit 10 in Betrieb stehenden Blöcken:
- Arkansas One
- Grand Gulf
- River Bend
- Waterford 3
- Pilgrim (Stillgelegt am 31. Mai 2019)
- Fitzpatrick (Ende 2016 an Exelon verkauft)
- Indian Point (zwei Reaktorblöcke; Stillgelegt im April 2020/April 2021)
- Vermont Yankee (stillgelegt seit 29. Dezember 2014)
- Palisades (Stillgelegt seit 1. Oktober 2018)

Nichtsdestotrotz ist die Kernenergiesparte des Unternehmens wirtschaftlich und politisch angeschlagen. Die meisten Reaktoren sind aus unterschiedlichen Gründen von einer vorzeitigen Stilllegung betroffen oder bedroht. Der Konzern zieht sich trotz seiner Position als zweitgrößter Wettbewerber im Atomstromsegment, aus diesem zunehmend zurück:
- Am 29. Dezember 2014 wurde das Kernkraftwerk Vermont Yankee (ein Siedewasserreaktor) heruntergefahren, nachdem der Betreiber diesen Schritt am 1. September 2013 angekündigt hat. Als Grund wurden wirtschaftliche Überlegungen angegeben. Die Anlage befand sich in einem schlechten Zustand, hatte ein Tritium-Leck, war kaum wettbewerbsfähig und einem starken Gegenwind von der Landesregierung von Vermont ausgesetzt.

- Am 2. November 2015 erklärte das Unternehmen, dass es nicht beabsichtigt, das Kernkraftwerk Fitzpatrick (ein Siedewasserreaktor) im Jahr 2016 mit neuem Brennstoff bestücken. Stattdessen wollte das Unternehmen den Reaktor zum 27. Januar 2017 stilllegen. Die Anlage fuhr auf Grund der starken Konkurrenz durch Schiefergas-Strom Verluste ein. Nachdem der Bundesstaat New York Ende 2016 Subventionen zur Förderung unprofitabler Atomkraftwerke beschloss, kaufte der Stomkonzern Exelon, der das benachbarte Kernkraftwerk Nine Mile Point betreibt, das AKW von Entergy ab. Exelon beabsichtigt, das AKW künftig weiterzubetreiben.

- Am 13. Oktober 2015 gab das Unternehmen an, das Kernkraftwerk Pilgrim (ein Siedewasserreaktor) zum 1. Juni 2019 oder zu einem früheren Datum stillzulegen. Die Anlage fuhr auf Grund der starken Konkurrenz durch Schiefergas und subventionierte erneuerbare Energien Verluste ein, zudem war ihre Sicherheitsbewertung von der US-Atomaufsichtsbehörde nach Störfällen auf die zweitniedrigste Stufe herabgestuft worden.

- Im Januar 2017 wurde bekannt, dass die beiden aktiven Blöcke im Kernkraftwerk Indian Point ebenfalls vorzeitig stillgelegt werden. Block 2 soll demnach im April 2020 vom Netz gehen, Block 3 dagegen im April 2021. Das AKW war zuvor jahrelang von der Regierung des Bundesstaates New York wegen ihrer Nähe zu New York City politisch bekämpft worden. Mohammed Atta hatte den Angriff auf kerntechnische Anlagen in Betracht gezogen und am 11. September 2001 mit das Kraftwerk unmittelbar überflogen, bevor er das Flugzeug in den Nordturm des World Trade Center lenkte.

- Im Dezember 2016 gab Entergy bekannt, das Kernkraftwerk Palisades zum 1. Oktober 2018 stillzulegen. Gründe dafür sind der schlechte Zustand der Anlage und ihre unzureichende Wettbewerbsfähigkeit. Die Stilllegung wurde später auf das Frühjahr 2022 verschoben.

- Beide Blöcke im Kernkraftwerk Arkansas One (zwei Druckwasserreaktoren) haben von der NRC auf Grund eines tödlichen Unfalls im Jahre 2013 die zweitschlechteste Sicherheitsbewertung auf der Skala der Behörde erhalten. Gemeinsam mit der im Jahr 2015 herabgestuften, bereits erwähnten Anlage Pilgrim rangieren sie somit nur eine Kategorie über einer staatlich verordneten, zwangsweisen Abschaltung.

- Die Kernkraftwerke Waterford, River Bend und Grand Gulf stehen zwar nicht in der Debatte über eine frühzeitige Abschaltung, sind aber aus multiplen Gründen ebenfalls potenziell bedroht. Alle drei Anlagen bestehen aus jeweils nur einem Reaktorblock, ein Umstand, der bei einem starken Wettbewerb auf dem Strommarkt die Rentabilität einzelner Anlagen schmälert. Zudem lagen Waterford und River Bend 2009 im Einzugsgebiet von Hurrikan Katrina. Da seit der Nuklearkatastrophe von Fukushima der Einfluss von Naturkatastrophen auf Atomanlagen zum Ziel von Debatten geworden ist, könnte bezüglich einer Abschaltung dieser Anlagen jederzeit eine politische Debatte entstehen.